# Letord Let.1
Il Letord 1, identificato anche come Letord Let.1 (o Letort in alcune bibliografie) fu un bimotore biplano sviluppato dall'azienda aeronautica francese Letord negli anni dieci del XX secolo.
Introdotto nel 1917 venne utilizzato nei ruoli di aereo da ricognizione e bombardiere pesante, sostituendo l'oramai superato Caudron R.4 nei reparti dall'Aviation militaire, la componente aerea dell'Armée de terre (l'esercito francese), durante la prima guerra mondiale. Dal Let.1 seguiranno una serie di modelli derivati utilizzati anche come caccia di scorta.

## Storia del progetto
Nella prima parte della prima guerra mondiale i vertici militari delle nazioni della Triplice intesa impegnate sul fronte occidentale, Francia e Regno Unito, ritennero che fosse tatticamente vantaggioso sviluppare un velivolo pesante in grado di effettuare missioni di ricognizione aerea e di bombardamento addentrandosi in territorio nemico (Impero tedesco).
Da questa convinzione la Francia estrapolò una specifica per un modello a lungo raggio atto allo scopo, alla quale rispose la Letord con un progetto sviluppato dal colonnello Émile Dorand, allora direttore del Service technique de l'aéronautique (STAé), di un grande velivolo dall'impostazione, per l'epoca e per la tipologia, convenzionale: bimotore biplano pluriposto con carrello fisso.

## Tecnica
Il Let.1 era un velivolo di impostazione, per il periodo e per la tipologia di velivolo, convenzionale: costruzione interamente lignea, bimotore triposto con velatura biplana e carrello fisso.
La fusoliera, realizzata con struttura in legno e ricoperta in tela trattata, presentava tre abitacoli aperti posti in tandem, l'anteriore posizionato sul naso, destinato al primo mitragliere, il secondo, posto appena dopo il bordo di uscita dell'ala inferiore, occupato dal pilota ed il posteriore all'osservatore con funzione anche di mitragliere di coda. Posteriormente terminava in un impennaggio classico monoderiva dotato di piani orizzontali controventati.
La configurazione alare era biplano-sesquiplana, composta dall'ala superiore, montata alta a parasole, di apertura leggermente maggiore dell'inferiore, montata bassa sulla fusoliera, collegate la prima alla parte superiore della fusoliera tramite un castello tubolare e tra loro da una tripla coppia di montanti per lato, i più interni che costituivano base per un castello tubolare con funzione di supporto per le gondole motore appoggiate a quella inferiore. Inusuale la collocazione longitudinale delle due ali, con la superiore posizionata dietro quella inferiore.
Il carrello d'atterraggio era un triciclo anteriore fisso, con gli elementi costituiti da un carrello monoruota anteriore più i due posizionati sotto le ali composti di carrellini dotati di ruote binate collegate tra loro da un assale rigido, il tutto integrato da un pattino d'appoggio posteriore posizionato sotto la coda.
La propulsione era affidata ad una coppia di motori Hispano-Suiza 8A, degli 8 cilindri a V raffreddati a liquido in grado di esprimere una potenza pari a 150 CV (111 kW) ciascuno, posizionati nelle gondole appoggiate tra i montanti interalari più interni ed abbinati ad eliche bipala in legno a passo fisso.
L'armamento difensivo consisteva in un paio di mitragliatrici Lewis calibro 7,7 mm collocate sulla postazione anteriore, sul naso, e posteriore, dietro al pilota, entrambe montate su supporto brandeggiabile. Quello offensivo, quando lo richiedeva la missione, in un carico pari a 150 kg in bombe da caduta.

## Impiego operativo
Il Let.1 venne adottato dai reparti aerei dell'esercito francese dal 1917 dislocati sul fronte occidentale, sostituendo progressivamente dal servizio il Caudron R.4 le cui prestazioni generali non consentivano più di fronteggiare adeguatamente gli attacchi della caccia della tedesco imperiale Luftstreitkräfte. Come aereo di osservazione e ricognizione aveva il compito di cooperare con le forze di terra nel dare informazioni sul dislocamento delle forze nemiche e nel comunicare l'efficacia o la necessità di un miglior puntamento dell'artiglieria.

## Utilizzatori
Francia
- Aviation militaire